# Edward Gomez
Edward Anthony Gomez (geb. vor 1950) ist gambischer Rechtsanwalt und hatte zuvor über 20 Jahre bei der gambischen Polizei gedient. Von 2010 bis 2012 war er Minister für Justiz und Generalstaatsanwalt.

## Leben
In den 1950er Jahren trat er in den polizeilichen Dienst ein und machte 1966 einen sechsmonatigen Lehrgang zum Offizieranwärter auf der Mons Officer Cadet School in Aldershot (Vereinigtes Königreich). Später absolvierte er einen weiteren Kurs auf der School of Infantry in Warminster. Nach seiner Rückkehr wurde er als Kommandeur der Polizei in der Western Division eingesetzt.
Weiter diente er Sir Farimang Singhateh als persönlichen Adjutanten (ADC), der später Generalgouverneur von Gambia wurde. Nach der Unabhängigkeit Gambias 1965 dem früheren Staatspräsidenten Sir Dawda Jawara ebenfalls als ADC.
1973 studierte Gomez Rechtswissenschaft an University of Lagos (Nigeria), später noch im Vereinigten Königreich, wo er auch seine Zulassung als Anwalt erhielt. Weiter ist er Mitglied der Gray’s Inn in London. Er kehrte dann Gambia zurück und diente noch bei der Polizei, bis er aus dem Dienst im Jahr 1984 ausschied.
Am 4. März 2010 wurde er als polizeilichen Berater, als Nachfolger von Famara R. I. Jammeh, eingesetzt. Kurz darauf am 19. März 2010 wurde er vom Präsident Yahya Jammeh als Minister für Justiz und Generalstaatsanwalt (englisch Attorney General and Secretary of State for Justice) der Republik Gambia ins Kabinett berufen. Er wurde Nachfolger von Marie Saine-Firdaus.
Er war bis 2012 Minister für Justiz und Generalstaatsanwalt und wurde von Lamin Jobarteh abgelöst.

## Familie
Gomez heiratete Tina Faal, die später ebenfalls politisch aktiv war. Die Ehe wurde geschieden und Faal heiratete später den malischen Geschäftsmann Foutanga Babani Sissoko.
Gomez’ Tochter Georgina Gomez (geb. 1985) wurde im Dezember 2014 zu fünf Jahren Haft verurteilt, weil sie als Mitarbeiterin der Botschaft in London an Tabakschmuggel beteiligt war. Nathalie Gomez-Ceesay, langjährige Mitarbeiterin im Präsidialamt, ist ebenfalls seine Tochter.

## Auszeichnungen und Ehrungen
- 2011 – Officer of the Order of the Republic of The Gambia.[8]